# Біллербек-Україна
ТОВ "Біллербек-Україна перо-пухова фабрика"— підприємство легкої промисловості в м. Чортків. 
ТОВ «Біллербек Україна перо-пухова фабрика» - це успішний приклад іноземних інвестицій у Тернопільській області. Підприємство являється лідером на українському ринку, а також активно експортує свою продукцію (ковдри, подушки, наматрацники та перо-пухові суміші) на ринки Європи. Це єдина діюча перо-пухова фабрика на усьому Правобережжі України. Закупівля та переробка перо-пухової сировини дає додатковий заробіток селянам у практично всіх регіонах України, котрі вирощують птицю, а також сотням заготівельників.

## Відомості
Будівництво Чортківської перо-пухової фабрики розпочалося  у 1973 році, у грудні 1974 року зійшла з конвеєра перша продукція, а офіційний запуск перо-пухової фабрики відбувся 1 березня 1975 року. На той час в Україні було збудовано ще тільки два аналогічних підприємства. 
Фабрику було обладнано машинами і устаткуванням німецького виробництва, які частково і по сьогоднішній день знаходяться у  використанні. За останні роки підприємством закуплено і встановлено нове сучасне обладнання. 
На перших порах на підприємстві працювало 100 робітників, із відкриттям швейного цеху число працюючих зросло до 150, а з 1981 по 1990 на підприємстві працювало 234 робітники. На сьогоднішній день кількість працюючих складає близько 60 чоловік. 
Але в результаті відомих усім політичних та соціально-економічних змін, виробництво у Чорткові опинилося на межі занепаду. На порозі невідворотної кризи вчасно нагодився інвестор з Відня, Австрія. Ще більше пощастило фабриці та усім її працівникам у тому, що новий власник не розпродав і не ліквідував збиткове на той час виробництво, а навпаки — вніс капітал та передовий досвід.  
Фірма “Ґерд Біллербек ҐмбХ”, справжній гігант галузі виробництва товарів для сну, яка вже тоді задавала тон на європейських та світових ринках, взяла на себе роль реформатора. 
У травні 1991 року “Ґерд Біллербек ҐмбХ” Відень спільно із Укрптахопромом створили на базі Чортківської перо-пухової фабрики спільне українсько-австрійське підприємство "Біллербек-Україна". 
1993-го року засновано ще один філіал - підприємство "Ґерд Біллербек Ґмбх" в місті Київ, де було налагоджено виробництво ковдр та подушок з наповнювачем із овечої вовни та синтетичного волокна. Із впровадженням передових технологій виробництва асортимент активно розширювався,  і з часом складався із виробів із 10-ти видами наповнювачів: овечою вовною, верблюжою вовною, кашеміром, вовною альпаки, волокнами бамбука і евкаліпта, шовком, бавовною, льоном та синтетичними волокнами. 
ТОВ «Ґерд Біллербек Ґмбх» в Києві стало центральним підприємством із просування та реалізації постільних виробів з маркою Біллербек в Україні. Завдяки інноваційним методам збуту та високій якості виробів продукція Біллербек швидко набула популярності і зайняла лідируючі позиції у галузі
У 2001 році австрійський інвестор фірма "Ґерд Біллербек Ґмбх Відень" викупила державну частку та стала 100%-им власником Чортківської перо-пухової фабрики, яку було переформовано у Підприємство Біллербек Україна перо-пухова фабрика, що засноване на власності юридичної особи Австрії компанії “Ґерд Біллербек ҐмбХ Відень”.
З 2020 року фабрика змінила форму власності на Товариство з обмеженою відповідальністю "Біллербек Україна перо-пухова фабрика".
Асортимент готових виробів включає ковдри, подушки, наматрацники та постільну білизну. На підприємстві функціонує найбільший в Україні цех із повним циклом переробки перо-пухової сировини ( включаючи миття, сушіння (дезінфекцію) та сортування), а також власний комплекс очисних споруд для очистки стічних вод. 
Перо-пухова сировина закуповується по всій території України.
Підприємство також переробляєє овечу вовну, верблюжу вовну, кашемір, поліефірне волокно, мікроволокно та шовкові волокна.
Ринками збуту є внутрішній ринок України, а також країни Європи, Великобританія.

## Керівництво
- Анатолій Степанович Федорейко (1994 по 2013 рік);
- Олександр Анатолійович Федорейко (з 2013 року по даний час).

## Відзнаки
- Всеукраїнська відзнака «Кращий роботодавець року»,
- Почесна відзнака «Трудова слава» Міжнародної академії рейтингу популярності «Золота фортуна» (обидві — 2006).